# アプラトキシンA
アプラトキシンA（apratoxin A）は、シアノバクテリア由来の二次代謝産物であり、強力な細胞毒性海洋天然物として知られている。これまでにアプラトキシンA-Hなど多くの類縁体が単離されている。ペプチド構造とポリケチド構造が組み合わさったアプラトキシンの構造はポリケチド合成酵素/非リボソームペプチド合成酵素（PKS/NRPS）経路から来ている。アプラトキシンAはG1期での細胞周期停止とアポトーシスを誘導することが知られている。この生物活性により抗がん誘導体の開発のための人気のある標的となっている。